# De bruiloft (film)
De bruiloft (Pools: Wesele) is een Poolse dramafilm uit 1973 onder regie van Andrzej Wajda.

## Verhaal
In de 19e eeuw trouwt een Poolse dichter met een meisje van eenvoudige komaf. Op hun bruiloft zijn een aantal kleurrijke personages te gast. Hoe langer het feest duurt, des te vreemder het wordt. Uiteindelijk krijgen de bruidegom en een paar gasten elk een visioen.

## Rolverdeling
| Acteur                | Personage             |
| --------------------- | --------------------- |
| Marek Walczewski      | Gastheer              |
| Izabella Olszewska    | Gastvrouw             |
| Ewa Zietek            | Bruid                 |
| Daniel Olbrychski     | Bruidegom             |
| Emilia Krakowska      | Marysia               |
| Mieczyslaw Stoor      | Wojtek                |
| Kazimierz Opalinski   | Vader                 |
| Henryk Borowski       | Oude man              |
| Marek Perepeczko      | Jasiek                |
| Janusz Bukowski       | Kasper                |
| Andrzej Lapicki       | Dichter               |
| Wojciech Pszoniak     | Journalist / Stanczyk |
| Andrzej Szczepkowski  | Neus                  |
| Mieczyslaw Czechowicz | Priester              |
| Barbara Wrzesinska    | Maryna                |